# Bruno Colella
Bruno Colella (Napoli, 4 settembre 1955) è un regista, attore, drammaturgo, sceneggiatore e scenografo italiano.

## Biografia
Artista poliedrico, inizia a Milano una breve  attività di musicista e  autore di colonne sonore, poi l’incontro con Bruno Lauzi che dirige nel suo primo testo teatrale “Laggiu’ nel centro storico”  Scrittore di novelle per il mensile Play Man diretto da Franco Vallobra, inizia la sua  attivita’ di interprete con brevi racconti, monologhi  e canzoni in una serie di  one-man-show, caratterizzati dalla presenza di installazioni d'arte contemporanea, filmati e video art. Fondamentale il suo incontro con il critico Achille Bonito Oliva, con cui istituisce il primo Premio Antipatia firmandone la discussa ,provocatoria edizione-spettacolo del 1988 presso il Castello Doria di Angri. Continua la sua attivita’di  autore e regista di prosa per varie compagnie italiane e teatri stabili fino al  suo debutto  nel novanta come regista cinematografico con la  Cecchi Gori Group. Firmera’  ed interpretera’  poi lungometraggi per la propria etichetta indipendente e per diverse  altre produzioni. Ha diretto documentari, candid camera e video clip musicali di Edoardo Bennato ed Eugenio Bennato.
Nel 1998 fonda il Teatro della Bugia di Roma, uno dei punti di riferimento per la cultura della capitale, sul cui palcoscenico si alternano prosa, operetta, concerti di musica da camera e di artisti come Ornella Vanoni, Bruno Lauzi, Eugenio Bennato, Enzo Gragnaniello, Pietra Montecorvino, Mauro Gioia, Paolo Villaggio, Fiorenzo Fiorentini, Lunetta Savino, Maurizio Micheli e
tanti altri. Nel 2004 si trasferisce in Inghilterra dove realizza lungometraggi, docu-fiction e video d’arte. Nel 2006 riprende la sua attività teatrale in Italia con la realizzazione dello spettacolo Io, Eduardo De Filippo (Palco e retropalco Rai Tre), che dirige ed interpreta al fianco di Sebastiano Somma, Gea Martire, Tosca D'Aquino, con le poesie di Eduardo De Filippo musicate  da Eugenio Bennato; seguono gli spettacoli: ”La macchina della Luna” presentato al festival del Teatro al Goldoni di Venezia diretto da Giorgio Gaber; L'erba cattiva non muore mai, che segna il debutto come attore del musicista Enzo Gragnaniello; lo spettacolo Briganti emigranti, che debutta al 53º Festival dei due Mondi di Spoleto, di cui è autore, regista e scenografo; quindi Bene mio core mio di Eduardo De Filippo che dirige ed interpreta accanto a Lunetta Savino. Poi scrive, dirige ed interpreta I commedianti, al fianco di Nino Frassica e Nicola Vorelli. Nel 2016 gli è affidata la direzione artistica dell'Auditorium di Isernia e la consulenza per il cinema presso l'Accademia delle Belle Arti di Roma (per la quale realizza la collana di documentari ”Figure contemporanee dell’arte” sui grandi artisti del Novecento). Nel 2020 scrive e dirige Napoli Eden, docu-film sull'artista Annalaura di Luggo, con il sostegno della Sopraintendenza ai Beni Culturali di Napoli e poi selezionato agli Oscar 2020, come miglior documentario straniero. Nel 2022 inizia le riprese de “l’Albero dei limoni”.

## Teatro

### Regista e attore
- Giovanni Maraspino alchimista (1984)
- Se ne cadette o' teatro (1985)
- Oh Gabriele! (1986)
- Scilla non deve sapere (1987)
- Fine del gioco (1988)
- I figli degli intelligenti (1989)
- Il fantasma del varietà (1989)
- Note teatrali (1991)
- Macchine lunari (1992), per la Mostra del Teatro diretta da Giorgio Gaber (Teatro Goldoni Venezia)
- I Menecmi (1994)
- La diavolessa (1995)
- Attenti al buffone (1997)
- Se ne carette o' teatro Riedizione (2006)
- Io Eduardo De Filippo (2008)
- L'erba cattiva non muore mai (2008)
- Bene mio, core mio (2011)

### Regista
- A sud di Mozart, ATER Teatro Reggio Emilia (1988)
- I siciliani hanno gli occhi azzurri (1999)
- Il lupo (2000)
- La vedova allegra (2001), con i cantanti del Teatro dell'Opera di Roma
- Che Mediterraneo sia (2002)
- Pizza story (2005), con Edoardo ed Eugenio Bennato, produzione Taranta Power
- Briganti emigranti (2010), Festival dei Due Mondi, Spoleto
- Libera (2013)
- Musica identità rivoluzione (2020), Anfiteatro Flegreo, con Edoardo ed Eugenio Bennato

## Filmografia

### Cinema

#### Regista

##### Cortometraggi
- Il pigiama (1997), miglior cortometraggio italiano al festival di Capalbio

##### Documentari
- Antipatia (1996)
- Il teatro della bugia (2001)
- Figure contemporanee dell'arte (2016)
- Angeli del Sud (2018)
- Napoli Eden (2020)

##### Lungometraggi
- Concerto per una città fantasma (1992)
- Amami (1992)
- Parola di mago (1995)
- L'incendio del castello (1996)
- Voglio stare sotto al letto (1999)
- Tanti auguri (2002)
- Ladri di barzellette (2004)
- Tragedia a vapore (2005)
- Fanny Hill (2006)
- My Italy (2017)
- Il camerino di Eduardo (2018)
- Napoli EDEN (2020) (Sopraintendenza ai Beni Culturali della città di Napoli), candidato agli Oscar 2020 come miglior documentario.

#### Attore

##### Cortometraggi
- Il pigiama, regia di Bruno Colella (1997), miglior cortometraggio italiano al festival di Capalbio

##### Lungometraggi
- Amami, regia di Bruno Colella (1992)
- L'ultima scena, regia di Nino Russo (1988)
- Scugnizzi, regia di Nanni Loy (1989)
- I laureati, regia di Leonardo Pieraccioni (1995)
- Parola di mago, regia di Bruno Colella (1995)
- Voglio stare sotto al letto, regia di Bruno Colella (1999)
- Tanti auguri, regia di Bruno Colella (2002)
- Ladri di barzellette, regia di Bruno Colella (2004)
- Tragedia a vapore, regia di Bruno Colella (2005)
- Il pesce pettine, regia di Maria Pia Cerulo (2012)
- My Italy, regia di Bruno Colella (2017)
- Il camerino di Eduardo, regia di Bruno Colella (2018)

#### Scenografo
- Il pugile e la ballerina, regia di Francesco Suriano (2006)
- Quell'estate, regia di Guendalina Zampagni (2008)

### Televisione
- Galleria Umberto I - film TV (1990)
- Joe e suo nonno fiction (1993) sceneggiatore
- Italian candid camera show tv (1993) regista
- Musical 99 varietà tv (1995) sceneggiatore e regista
- Varietà-tà-tà varietà tv (2000) regista
- Fuoco e bugie dai Campi Flegrei - film TV (2002)
- Attenti al buffone varietà tv (2002) regista
- Scuola di teatro docu-fiction (2003) sceneggiatore e regista